# Церква Святої Великомучениці Параскеви (Луків)
Церква Святої Параскеви — парафіяльна церква у селищі Луків Ковельського району Волинської області України. Парафія належить до Турійського благочиння Володимир-Волинської єпархії УПЦ.
Церква та дзвіниця є пам'ятками архітектури та містобудування національного значення, охоронний номер у комплексі № 135, номер церкви № 135/1, дзвіниці № 135/2. Ансамбль пам'ятки представляє рідкісний приклад поєднання мурованої споруди в стилі раннього бароко з дерев'яною, виконаною у традиціях народного зодчества.

## З історії церкви
Храм Святої Великомучениці Параскеви вперше згадується у податкових реєстрах 1510 року як православна церква у селі Луків, а від 1564 року у містечку Мацеїв.  1620 року ця церква зазначена у реєстрі духовенства Любомльської протопопії дієцезії Холмської  уже як  уніатська. Під час шведської війни у 1706 році згоріла разом з костелом, палацом і майже усім містечком. На місці церкви збудували тимчасову каплицю, а 1723 року тут постала дерев'яна дзвіниця і нова мурована святиня, архітектура якої близька до західної костельної і "Люблінського ренесансу". Це надає церкві  характерного лише для неї вигляду, який було збережено на сьогодні.
В 1875 році перетворена в теплу. З 1875 року церква була приписана до Успенської церкви Лукова, а до того часу була самостійною.
В інтер'єрі церкви Святої Параскеви зберігся цікавий зразок наївного народного живопису 18 століття. Це ікона, на якій зображено святого Юрія Змієборця в лицарському обладунку, але на непропорційно маленькому конику та з зовсім нестрашним змієм під копитами коня. З напису на іконі дізнаємося, що «сію ікону дал изобразити раб Божій Павел Горбачук из женою своєю Марією за отпущеніє грехов своих и родителей Савви и Юліани. Року Божого 1790 мца сентября».

## Архітектура

### Церква
Цегляна, оштукатурена, зального типу. Накрита високим двосхилим дахом, який увінчаний сигнатуркою, щипці з бароковими хвилястими фронтонами і обелісками по кутах, площина стін розчленовується пілястрами та завершується розкріпованим карнизом.
Церква Святої Параскеви — тридільна будівля, що складається з просторої прямокутної нави, перекритої циліндричним склепінням з розпалубками, майже однакової з нею за шириною й висотою півкруглої апсиди та значно нижчого притвору. У західній частині нави два восьмигранні стовпи підтримують хори.
Елементами оздоблення фасадів нефи є пілястри, які підкреслюють її кути і членують площини стін, а також розкріпований над пілястрами багатопрофільний вінцевий карниз. Західний фасад декоровано щедріше: площину високого трикутного щипця, який його завершує, прикрашає композиція з двох профільованих пілястр, об'єднаних карнизом, над яким у центрі вміщено зображення святої Параскеви. Кути щипця акцентовані чотиригранними невисокими обелісками. Цікаво, що трикутний щипець притвору має ідентичне за характером оздоблення, але всі елементи його декору значно меншого розміру.

### Дзвіниця
Дзвіниця розташована на межі церковної ділянки. Дерев'яна, квадратна в плані, триярусна, з шатровим завершенням, яке покрите ґонтом. Перший ярус утворює опасання на кронштейнах, другий і третій оперезані характерною для народного зодчества дерев'яною аркатурою.
У нижньому рубленому ярусі дзвіниці, вертикально обшитому дошками, розташовується наскрізний прохід на церковне подвір'я. Піддашок великого виносу між першим і другим ярусами підтримують кронштейни. Кожна грань другого ярусу має вигляд чотирипрогонової, а верхнього ярусу — трипрогонової аркади. Перехід від другого до третього ярусу також вирішений у вигляді піддашка. Верхній ярус завершується багатопрофільним карнизом, а увінчується чотиригранним наметом. Як і між'ярусні піддашки, він теж покритий ґонтом.
Точно знайдені пропорції, співвідношення між висотами трьох ярусів та їх розмірами в плані, малюнок аркад і профілювання їх стовпчиків свідчать про високий професіоналізм народних майстрів.
На прямокутній ділянці також знаходиться житловий будинок і господарські споруди.

## Галерея

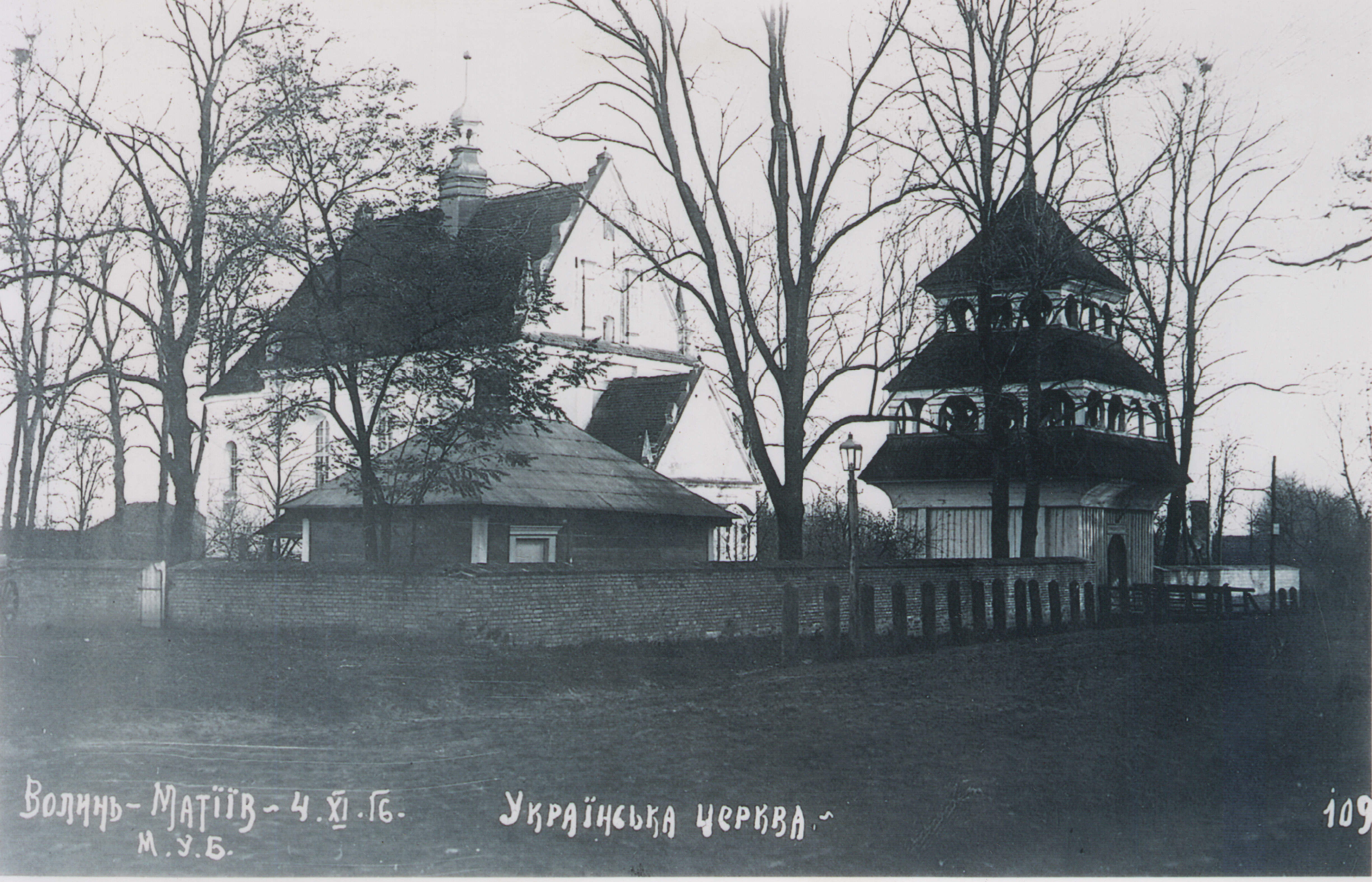
Параскевська церква та дзвіниця. 4 листопада 1916 р.
План церкви
План дзвіниці

## Інтернет-джерела
- Довідник «Памятники градостроительства и архитектуры Украинской ССР» (том 2 ст.110)
- Церква Святої Параскеви на Офіційному сайті Турійського благочиння Володимир-Волинської єпархії УПЦ МП[недоступне посилання з липня 2019]
- Відеоекскурсія по Лукову